# Batalla del Raboser
La batalla del Raboser va ser una escaramussa que va enfrontar l'exèrcit napoleònic i partides de guerrillers valencians en el marc de la Guerra del Francés.
Durant l'ocupació militar francesa, a la comarca de la Vall d'Albaida hi havien 1.600 soldats sota el comandament del general Habert. La població d'aquestes contrades estava obligada a mantindre'ls, a tindre cura de les cavalleries, i al pagament d'impostos.
El rebuig es va materialitzar en l'atac d'un grup de guerrillers de la contornada, dirigits per Vicent Cortés, el 27 d'abril de 1812, al destacament napoleònic d'Atzeneta d'Albaida. Els guerrillers, sense armes ni formació militar, es van veure superats per la reacció francesa, fet que va comportar la fugida dels atacants en direcció a Bèlgida, prop del barranc del Raboser, del qual la batalla pren en nom.
Com a resultat del combat, més de 150 guerrillers van ser morts en el camp de batalla o executats després de ser atrapats. També s'hi van aplicar dures mesures restrictives contra la població civil valldalbaidina, que va perdurar en la memòria popular en l'expressió vinga lo que Déu vulga però que no vinguen els francesos.